# Héctor Manuel Hernández
Héctor Manuel Hernández Macías (1954) es un botánico y profesor mexicano que desarrolla su actividad académica en el "Departamento de Biología Comparada", de la Facultad de Ciencias en la Universidad Nacional Autónoma de México.

## Algunas publicaciones
- Héctor m. Hernández M., r.t. Bárcenas. 1996. Endangered cacti in the Chihuahuan Desert. II. Biogeography and Conservation. Conservation Biology 10, 1200–1209

- ------------------------------------, ------------------. 1995. Endangered cacti in the Chihuahuan Desert. I. Distribution patterns. Conservation Biology 9, 1176–1190

- ------------------------------------, h. Godínez. 1994. Contribución al conocimiento de las cactáceas mexicanas amenazadas. Acta Botanica Mexica 26, 33–52

- ------------------------------------, c. Gómez-Hinostrosa, r.t. Bárcenas. 2001. ``Diversity, spatial arrangement, and endemism of Cactaceae in the Huizache area, a hot-spot in the Chihuahuan Desert. Biodiversity and Conservation 10, 1097–1112

- ------------------------------------, ------------------, b. Goettsch. 2004. Checklist of Chihuahuan Desert Cactaceae. Harvard Papers in Botany 9, 51–68

### Libros
- Héctor manuel Hernández Macías. 2006. La vida en los desiertos mexicanos. La Ciencia para Todos 213. Fondo de Cultura Económica, México, D. F. 188 pp. ilus.

- La abreviatura «H.M.Hern.» se emplea para indicar a Héctor Manuel Hernández como autoridad en la descripción y clasificación científica de los vegetales.[2]